# Thomas Kinne
Thomas Kinne (né le 26 février 1961 à Niederbieber-Segendorf, qui fait aujourd’hui partie de Neuwied, Rhénanie-Palatinat, Allemagne) est un traducteur, auteur, éditeur, correcteur d'épreuves, écrivain de voyages, expert en cinéma et collectionneur de bandes dessinées françaises. Il est devenu largement reconnu dans son pays d’origine pour ses apparitions fréquentes dans une grande variété de jeux télévisés diffusés à la télévision allemande et américaine. Depuis 2018, il fait partie des «chasseurs» de Gefragt – gejagt, la version allemande du jeu télévisé britannique The Chase («La Chasse»).

## Biographie
Diplômé du lycée Werner Heisenberg à Neuwied, Kinne a étudié à l’Université Johannes Gutenberg de Mayence et a passé une année à l’Université d’État de San Francisco en Californie. Pendant ce temps, il a commencé à travailler comme traducteur de script pour différents producteurs et réseaux de télévision allemands. Il a traduit des scripts pour des séries télévisées américaines telles que Cheers et Hill Street Blues (Capitaine Furillo), mais il a également traduit des programmes de divertissement allemands ainsi que des documentaires historiques et scientifiques en anglais pour des émissions en dehors de l’Allemagne. Depuis, il a créé son propre service de traduction et traduit principalement des livres sur le cinéma et sur la bande dessinée. Il écrit également de la littérature de voyage et collectionne des bandes dessinées, en particulier les albums Astérix dans tous les langues du monde. Les livres et les productions télévisées auxquels il a participé en tant que traducteur ont reçu de nombreux prix nationaux et internationaux.
Kinne a obtenu son diplôme avec grande distinction en 1994 avec une thèse sur des éléments de la tradition juive dans les œuvres de Woody Allen, plaçant les films et les séries télévisées actuels dans un contexte culturel et littéraire.

## Télévision
Kinne a fait sa première apparition à la télévision le 11 juin 1991 dans un épisode de Riskant!, la première version allemande du jeu télévisé américain Jeopardy!. La même année, il a enregistré une apparition sur Tic Tac Toe, la version allemande de Tic-Tac-Dough, où il a remporté le maximum de trois épisodes comme champion invaincu. Jeopardy! a été relancé en Allemagne en 1994 sous son titre original, et Kinne était l’un des trois concurrents du premier épisode. Il a remporté cet épisode et les quatre épisodes suivants, devenant ainsi le premier champion cinq fois invaincu de Jeopardy! en Allemagne. Un an plus tard, il est apparu sur le premier «tournoi des champions Jeopardy!» allemand, où il a été battu de peu en demi-finale par un bris d’égalité sans précédent. Néanmoins, parlant couramment anglais, Kinne a été invité à représenter son pays en 1996 dans le premier tournoi international de Jeopardy! aux États-Unis. Quelques mois plus tard, de retour en Allemagne, Kinne a atteint le tour final avec Jeder gegen jeden, la version allemande du jeu télévisé britannique Fifteen to One.

Kinne est revenu à la télévision en 2001 avec la version allemande de The Weakest Link (Le Maillon faible), dans laquelle il a battu ses huit adversaires et est ressorti vainqueur. Peu de temps après, il est apparu sur la version allemande de 1 vs. 100. Il était le seul concurrent restant dans la “Mob” à devenir le “One”, mais a ensuite été vaincu.

Après une abstinence prolongée de la télévision, Kinne est revenu en 2015 parmi les quatre concurrents de l’épisode 27 de la saison 4 de Gefragt – gejagt, la version allemande de The Chase. Dans la manche « Cash Builder », il a correctement répondu à 12 questions, établissant ainsi un nouveau record pour la version allemand du jeu. Lors de la « Final Chase », lui et deux autres concurrents ont battu le «chasseur», Sebastian Jacoby, pour un total de 37 500 €,. Un an plus tard, Kinne était le vainqueur de l’épisode 11 de la saison 22 du jeu télévisé hessenquiz, consacré aux anecdotes sur l’état de Hesse, sur les traces de sa fille, Alisa, qui avait remporté un épisode d’un an plus tôt. Deux mois après la diffusion de cette émission, Kinne est apparu dans l’épisode 25 de Der Quiz-Champion, dans lequel les candidats devaient remporter cinq « duels » consécutifs contre des experts dans divers domaines (film et télévision, sports, littérature, géographie, et histoire). En finale, il a vaincu un autre concurrent et remporté le grand prix de 100 000 €.
Dans la saison 7, Kinne lui-même a rejoint les rangs des «chasseurs» sur Gefragt – gejagt. En janvier 2022, Kinne est apparu au quiz télévisé Gipfel der Quizgiganten (« Sommet des géants du quiz ») et a remporté le jackpot. En 2022 et 2023, il a participé à l’émission Klein gegen Gross, diffusée en Allemagne, en Autriche et en Suisse.